# Beata Magdalena Wittenberg
Beata Magdalena Wittenberg, född 22 september 1644 i Hadersleben, död 8 februari 1705 i Stockholm, var en svensk hovfunktionär. Hon var hovmästarinna vid slottet i Stockholm och utförde och politiska uppdrag.

## Biografi
Hon var dotter till Arvid Wittenberg och Eva Margareta von Langen och gifte sig 1674 med riksrådet friherre Henrik Horn af Marienborg. Hon anförtroddes politiska uppdrag av Horn. Hösten 1675 sändes hon av Horn till Hamburg med uppdraget att dels upprätthålla kontakten mellan Sverige och dess diplomatiska ombud i Paris och London i och för pågående penningtransaktioner, och dess säkerställa proviantleveranser till Stade, som ännu inte hade erövrats av svenskarna. Enligt uppgift utvecklade hon "på denna post en aktningsvärd aktivitet och lyckades ställa både pengar och spannmål till sin makes disposition."
Hon var hovmästarinna åt Hedvig Sofia under dennas besök hos sin make hertigen av Holstein-Gottorp i Gottorp efter sitt giftermål 1698. I Gottorp besökte hertigen älskarinnor i Hamburg och installerade dem även vid sitt hov. Som hovfunktionär tog Wittenberg parti för Hedvig Sofia mot dennas make och råkade i handgemäng när hon försökte skydda sin hertiginna genom att "detournera" hertigen från hans mätresser.  Detta uppträde var resultatet av ett gräl mellan Wittenberg och hertigens hovman (som assisterade honom i hans äktenskapsbrott), som slutade med handgripligheter mellan henne och hovmannen. Uppträdet ledde till en öppen konflikt där Hedvig Sofia krävde att få återvända till Sverige.